# Juan de Prado
Juan de Prado (Morgovejo, Regne de Castella, 1563 - Marràqueix, Marroc, 24 de maig de 1631) va ésser un frare franciscà; predicador al Marroc, hi morí com a màrtir. És venerat com a beat per l'Església catòlica.

## Biografia
Havia nascut en una família noble, però quedà orfe als cinc anys. Anà a estudiar a la universitat de Salamanca i als 24 anys va ingressar en l'Orde de Frares Menors Descalços, anant al convent de Rocamador (Badajoz) en 1584. Va ésser frare guardià de diversos convents i fou elegit definidor provincial. En fundar-se la nova província franciscana de San Diego, en fou el primer ministre des de 1620 a 1623. En acabar aquest encàrrec, volgué marxar com a missioner a l'illa de Guadalupe, al Carib, però no pogué anar-hi.
Va poder marxar, però, com a missioner al nord d'Àfrica, on les missions franciscanes havien quedat interrompudes en començar el segle xvii i on mancaven religiosos per atendre els cristians que hi vivien i els nombrosos captius cristians en mans musulmanes.
El 27 de novembre de 1630 va partir de Cadis, on era al convent de Nuestra Señora de los Ángeles, cap al Marroc, juntament amb dos frares més: Matías de San Francisco i Ginés de Ocaña. Portaven el permís dels seus superiors i del papa Urbà VIII, que els concedia facultats de prefectes apostòlics; també duien un salconduit del rei del Marroc 'Abd al-Malik II (1627-1631), favorable a les bones relacions amb Espanya.
Mentre eren de viatge, 'Abd al-Malik va morir i el va succeir el seu germà Mulaj al-Walid, enemic del cristianisme i contrari a la política seguida fins llavors pel seu germà. Juan de Prado arribà a Mazagán, fortalesa portuguesa, i hi va predicar un temps. Malgrat els consells contraris, va internar-se al territori del Marroc i fou apresat. Conduït davant del rei, va ésser empresonant torturat, i condemnat a ésser mort a la foguera, morint el 24 de maig de 1631 a Marràqueix. Els seus companys van continuar empresonats.

## Veneració
Els companys van recollir algunes restes del frare com a relíquies i els amagaren. Una revolta va fer que un altre germà del rei el derroqués i es proclamés rei, donant llibertat als captius i, entre ells, als dos frares companys de Juan de Prado. Les restes del frares van ésser portades a Sanlúcar de Barrameda, després a Sevilla i, des de 1888, a Santiago de Compostel·la, al convent de San Francisco, convertit després en Colegio de Misioneros Franciscanos para Tierra Santa y Marruecos. Fou beatificat pel Papa Benet XIII el 24 de maig de 1728. És patró de les missions franciscanes al Marroc.